# ضربة القدر (فلم)
ضربة القدر فيلم مصري من إنتاج عام 1947م تاريخ العرض في السينما 13 يناير 1947
مقتبس من رواية مادلين فيرات للكاتب الفرنسي الشهير إميل زولا قام بتمصيرها و إخراجها : يوسف وهبي

## قصة الفيلم
بعد تورط ليلى (ليلى مراد) في علاقة غير شرعية مع حمدى (يحيى شاهين)، يتهرب منها ويسافر للخارج، فتصير وحيدة، لتلجأ ليلى إلى قصر أنيس (يوسف وهبي)، الرجل الثري الذي يعاني من زوجته مدمنة القمار، وتهتم ليلى بطفلته، فيحبها أنيس ويتزوجها، ولكن تقع الصدمة عندما يعود شقيق أنيس من السفر، وهو حمدي الذي غدر بليلى في الماضي.

## أغاني الفيلم
غنت في الفيلم ليلى مراد من ألحان الموسيقار محمد فوزي، والموسيقار رياض السنباطي، والموسيقار محمد القصبجي.

## أبطال الفيلم
ليلى مراد - يوسف وهبي يحيى شاهين - مختار عثمان - محمود المليجي - زوزو ماضي - لولا صدقي - آمال وحيد بسيمة - سراج منير - محمد كامل - سامية رشدي - فتحية علي - أحمد درويش - زكي إبراهيم - فؤاد فهيم - نصر الدين مصطفى - شفيق نور الدين - توفيق إسماعيل - علي عبد العال - عبد المجيد شكري - محمود رضا - إبراهيم حشمت - إسكندر منسي - عبد الحليم القلعاوي - عبد العليم خطاب .